# Alchemilla gorodkovii
Alchemilla gorodkovii är en rosväxtart som beskrevs av Sergei Vasilievich Juzepczuk. Alchemilla gorodkovii ingår i släktet daggkåpor, och familjen rosväxter. Inga underarter finns listade i Catalogue of Life.